# Killoran
Killoran var ett tre-mastat segelfartyg byggt 1900 av Ailsa Shipbuilding Company I västra Skottland.	 
År 1924 köptes fartyget av skeppsredaren Gustaf Erikson på Åland och gick på vetetraden till Australien. Fartyget sänktes av en tysk hjälpkryssare utanför Kanarieöarna i augusti 1940 och det satte punkt för handelsfartyg under segel.

## Beskrivning
Killoran var ett vackert barkskepp med hög rigg och råsegel på de två förliga masterna. Hon var avsedd för last, hade fylliga former och var ingen snabbseglare, tungarbetad och svår i sjön. Hon var byggd i stål, lastade 3100 ton och det största segelfartyg som byggts vid varvet i Skottland.

## Historia
Fartyget döptes den 30 juni 1900 av fröken Corsar från Arbroath  till Killoran.. Killoran levererades till J. Brown i Glasgow. Under de första åren sysselsattes Killoran i San Francisco-traden med vetefrakter.
År 1909 såldes Killoran till James Hardie & Co. i Glasgow och i flera år mellan Europa och hamnar i Stilla Havet.
Under första världskriget klarade sig Killoran, trots att hon ofta passerade krigszoner. I maj 1916 hade hon lämnat England med destination Pensacola i Mexiko. Hon blev liggande i stiltje mitt på Atlanten och hörde kanonskott. På natten kom vinden och efter några distansminuter hördes nödrop nära fartygssidan. Killoran brassade back och man hängde ut fallrep och nät över sidan. De kunde rädda 75 skräckslagna araber från S/S Trevean som sänkts när kanonskotten hade hörts.
Några år efter första världskriget blev det dåliga tider för sjöfarten, särskilt för segelfartyg. Killoran lades upp i Sunderland i nordöstra England. År 1924 köpte Gustaf Erikson, Mariehamn Killoran för  2 650 £ och hon sätts in på vetetraden på Australien.
Killoran råkade ofta ut för orkaner. Den 1 april 1926 lämnar skeppet Newcastle i New South Wales med kol i lasten för en resa till Callao i Peru. Efter 20 dygn började det blåsa från väster, men det var bara att länsa undan. Den 26 april skrev kapten Eriksson i loggboken:
| ”                                          | Full orkan, hemsk sjö som bryter över fartyget… Håller rätt undan vinden. Situationen ser förfärlig ut. Focken blåste sönder i mitten, gjorde fast styrbords nock. | „ |
| – Eriksson, förmiddagsvakten den 27 april. | |   |

Vid två glas under middagsvakten kom en hemsk brottsjö in över aktern och slog ratten och båda rorsmännen över bord och krossade nakterhus och skylight. Segel blåste sönder och andra segel kapades för att återfå manöverförmågan. Inget kunde göras för att rädda de två rorsmännen, Helge Aas från Drammen och Christian Peterson från Pargas.
På kvällen krossades även babords livbåt, men dagen därpå avtog stormen något och resan över södra Stilla Havet kunde fortsätta. Den 10 juni ankom Killoran till Callao i Peru.
Senare samma år övertog Ragnar Lindholm befälet över Killoran. Vetefrakterna var usla så fartyget fick order att lasta guano i Ilo, Peru. 
Resan till Europa gick genom Panamakanalen: 
| ”                              | Det blir kortare resa och skutan utsätts för mindre slitage. | „ |
| – Ragnar Lindholm, hösten 1927 |                                                              |   |

Killoran gjorde ytterligare en resa med guano från Peru, denna gång till Antwerpen. Hon var ett av ganska få segelfartyg som gick genom Panamakanalen.

## Den sista resan

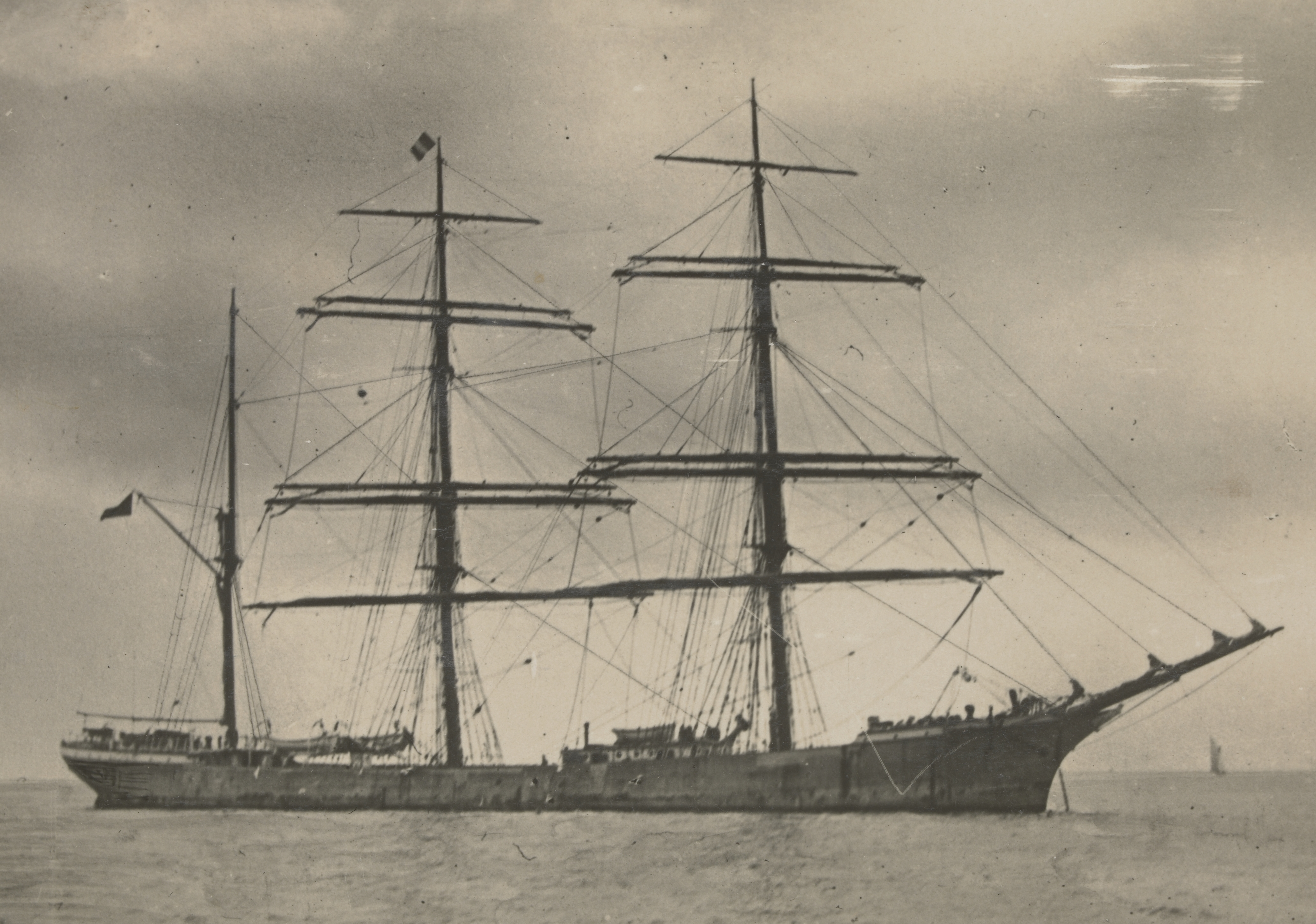
Killoran i Spencer Bay

Den 1 augusti 1938 gick kapten Algot Leman ombord på Killoran i Newcastle upon Tyne i nordöstra England. Han hade order att föra fartyget till Seychellerna och lasta guano för Nya Zeeland. Efter lossning i Auckland gick fartyget till Port Lincoln i Spencer Bay för att lasta vete, avresa 13 juli 1939. Andra världskriget bröt ut den 1 september och Killoran anlände utan intermezzon till Quenstown, Irland i slutet på november.
I början på januari 1940 beslöt Gustaf Erikson att skicka Killoran med en kollast till Argentina. Fartyget bogserades till Cardiff på andra sidan Keltiska havet för att lasta kol från gruvorna i Wales. Efter 65 dygn anlände fartyget till Buenos Aires. Därifrån satte hon kurs mot Las Palmas på Kanarieöarna med en last av 2400 ton spannmål och 500 ton socker, avresa 15 juni.

### Tyska hjälpkryssaren
Den 10 augusti 1940 siktades ett ångfartyg på styrbords låring på ett avstånd av cirka åtta distansminuter. Ångaren avfyrade två varningsskott för om ”Killoran”. Kapten Leman gav order att hala back i seglen på stormasten så att fartyget stannade. När ångaren kom ifatt visade det sig vara ett tyskt fartyg.
Via flaggsignaler fick kapten Leman order om att komma över till hjälpkryssaren Widder. Han fick redogöra för varifrån hans fartyg kom, vilken last de för och destinationsort. Därefter kallades han upp till kryssarens kommendant, von Rückteschnell. Denne misstänkte att lasten var avsedd för England och därför måste fartyget sänkas. Lehman protesterar:
| ”                               | Enär Killoran är av neutral nationalitet och innehar last från neutralt land, vilken skall föras till ett annat neutralt land, strider det mot de internationella reglerna att sänka fartyget, varför jag på det bestämdaste protesterar däremot. | „ |
| – Algot Leman, 10 augusti 1940. | |   |

Protesten hade ingen effekt. Den nordiska besättningen hämtades över till Widder och fick bevittna hur tyska sprängladdningar slog hål i Killorans bordläggning. Fartyget som klarat så många stormar kantrade till slut och sjönk väster om Madeira, position 32°30’ nord och cirka 34° väst.
Det dröjde över en månad innan Killorans besättning sattes iland i den franska staden St Nazaire. Därifrån skickades de till ett koncentrationsläger och befriades först den 21 december 1940.

## Befälhavare
- Karl Johan Eriksson[8] 1924–1927
- Ragnar Lindholm[15] 1927–1930
- Hugo Donatus Karlsson 1930–1932
- Arthur Alexander Söderlund 1932–1933
- Viktor Verner Björkfelt 1933–1937
- Allan Fallström 1937–1938
- Karl Algot Leman[12] 28 juli 1938  - 10 augusti 1940